# Jean-Philippe Robin
Jean-Philippe Robin est un pongiste handisport français né le 11 mai 1967 à Issoire en Auvergne et mort de maladie le 28 avril 2015 à Barbezieux-Saint-Hilaire,. Il a remporté de nombreuses médailles et a été plusieurs fois champion paralympique.
Il était devenu paraplégique au niveau de la vertèbre dorsale 4, à la suite d'un accident de la route survenu à Semussac en 1989, il avait 22 ans. Il résidait à Baignes-Sainte-Radegonde. Son fauteuil datait des années 1960 ; il avait fabriqué lui-même son assise avec du bois et du tissu, il aimait réparer ou fabriquer des choses sur son fauteuil. Ses obsèques ont eu lieu le mardi 5 mai 2015 à Semussac.

## Parcours sportif
Jean-Philippe Robin a été dans les clubs suivant : Cozes club pongiste, Royan Océan Saint Sulpice TT du 1er juillet 2004 au 30 juin 2007, Pana Loisirs du 1er juillet 2007 au 9 septembre 2009, saintes USSTT du 10 septembre 2009 au 30 juin 2010 et Angoulême TTGF le 1er juillet 2010. Au club d'Angoulême son entraîneur était Stéphane Pigeonnier.
Sa catégorie était « classe 3 ». Ses adversaires étaient entre autres des adversaires valides (pas en situation de handicap). Ses partenaires de jeu en bleu étaient Pascal Verger et Michel Peeters. Il a été champion à Sydney, Athènes, Paris, Taïwan, Slovénie.
Ses proches décrivaient son caractère comme particulier, atypique, courageux, sportif, discret, réservé, redoutable, fidèle, déterminé à gagner.
Il voulait également montrer que le handisport pouvait aider à se reconstruire, il s'était rendu au Grand feu à Niort pour faire la promotion du handisport il avait dit ce jour-là d’après le journal La Nouvelle République « le handisport peut les aider à franchir le cap, et à coupe sur contribuer à ne pas rester inactif et isolé ». Il avait aussi dit « j'avais échangé quelques balles avant mon accident mais j'ai découvert le tennis de table au centre de Bordeaux. C'était un moyen d'échapper à mon quotidien ».
Il était surnommé le « monstre du ping ». « Il a révolutionné le ping français. Il avait ce jeu avec ce picot dans le revers. Il surprenait par sa capacité à tout prendre avec ce revers » se souvient Émeric Martin, de l'équipe de France handisport.

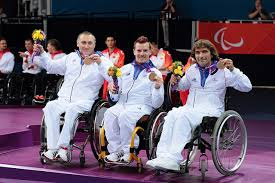
Jean-Philippe Robin avec ses équipiers Pascal Verger et Michel Peeters aux jeux de Londres en 2012.

Il a été décoré à plusieurs reprises par les présidents de la République française, notamment de la Légion d'honneur, et a reçu la médaille d'or de la ville de Royan. Il était aussi membre du Hall Of Fame de la Fédération internationale de tennis de table (ITTF). Il avait arrêté sa carrière sportive à la suite de problèmes cardiaques.

## Palmarès
En 12 ans de carrière internationale, il a remporté 17 médailles :
- Champion paralympique en 2009 et deux fois médaillé d'argent en 2004 et 2008 en simple.
- Double champion paralympique en 2000 et 2008 et deux fois médaillé de bronze en 2004 et 2012 par équipe
- Champion du monde en simple en 2012
- Triple champion du monde par équipe en 2002, 2006 et 2010
- Double champion d’Europe en simple en 2001 et 2007
- Triple champion d’Europe par équipe en 2001, 2007 et 2009 et médaillé d'argent en 2011
- Jeux paralympiques : 
  - Sydney 2000 : 1er en individuel et par équipe.
  - Athènes 2004 : 2e en individuel et 3e par équipe.
  - Pékin 2008 : 2e en individuel et 1er par équipe.
  - Londres 2012 : 3e par équipe.
- Championnats du monde : 2010 : 2e par équipe. 2006 : 1er par équipe. 2002 : 1er en individuel et par équipe.
- Championnat d’Europe : 2011 : 2e par équipe. 2009 : 1er par équipe. 2007 : 1er par équipe et 1er en open. 2001 : 1er en individuel et par équipe